# BQ-123
BQ-123 je ciklični peptid koji sadrži pet aminokiselina. Njegova aminokiselinska sekvenca je -triptamin--Asparaginska kiselina-  -prolin- -valin--leucin.
BQ-123 je selektivni antagonist endotelinkog receptora ETA. On se koristi kao biohemijsko oruđe za ispitivanje funkcija endotelinskog receptora.

## Literatura
1. ↑   уреди
2. ↑  Evan E. Bolton; Yanli Wang; Paul A. Thiessen; Stephen H. Bryant (2008). „Chapter 12 PubChem: Integrated Platform of Small Molecules and Biological Activities”. Annual Reports in Computational Chemistry. 4: 217—241. doi:10.1016/S1574-1400(08)00012-1.
3. ↑  Bonvallet ST, Oka M, Yano M, Zamora MR, McMurtry IF, Stelzner TJ (1993). „BQ123, an ETA receptor antagonist, attenuates endothelin-1-induced vasoconstriction in rat pulmonary circulation”. J Cardiovasc Pharmacol. 22 (1): 39—43. PMID 7690094. doi:10.1097/00005344-199307000-00007.